# شموئيل كاتس (رسام)
شموئيل كاتس Shmuel Katz (18 أغسطس 1926 – 26 مارس 2010) فنان ورسام توضيحي ورسام كاريكاتير إسرائيلي.
وهو أحد الناجين من الهولوكوست ومهاجر بعد الحرب إلى فلسطين تحت الانتداب البريطاني عبر مخيمات الاعتقال في قبرص.
برز كاسم هام في إسرائيل في مجال الرسم التوضيحي والكاريكاتير في الصحف، وأقام العديد من المعارض لرسوماته ولوحاته، وكذلك المطبوعات، في داخل إسرائيل وخارجها، وفاز بالعديد من الجوائز المحلية والدولية.
تتميز رسوماته ولوحاته بالألوان المائية بالخطوط الخفيفة وبلمسة من الفكاهة.

## حياته
ولد  شموئيل ألكسندر (ساندور) كاتس في فيينا في النمسا لأبوين من أصل مجري. وبعد ضم النمسا إلى ألمانيا النازية في مارس 1938، رحلت العائلة إلى المجر. والتحق بالمدرسة ودرس البيانو وأصبح عضوا في حركة الشباب الصهيوني هانوار هاتسيوني. وبعد الغزو النازي للمجر في عام 1944، رُحِّل إلى معسكر عمل في يوغوسلافيا، هرب منه إلى بودابست حيث كان ضمن آلاف اليهود المختبئين في مخبأ «البيت الزجاجي» الذي كان يديره الدبلوماسي السويسري كارل لوتز، حتى وصول الجيش الأحمر السوفيتي في منتصف فبراير 1945.
وفي بودابست التحق كاتس بحرة الشباب هاشموئير هاتزائير. وبدأ دراسة العمارة هناك في جامعة بودابست للتكنولوجيا والاقتصاد. وفي عام 1946، وفي إطار حركة «ألياه بيت» للهجرة غير الشرعية، أبحر على متن سفينة «كنيسيت إسرائيل» والتي أوقفها البريطانيون واعتقلت ركابها في معسكر اعتقال في قبرص.
وفي عام 1947 استطاع كاتس الحصول على تصريح بالهجرة الشرعية كعضو من مجموعة «الأول من مايو» وهو نواة «هاشموئير هاتزائير». وقامت تلك المجموعة بتدريب رائد في كيبوتز إيلون على الحدود اللبنانية، وفي الثامن من أكتوبر 1948 أصبحت المؤسسة لكيبوتز جعاتون في الجليل الغربي، حيث أمضى كاتس بقية حياته. وقد صمم غرفة طعام الكيبوتز والتي تميز تصميمها الداخلي بالخشب المنحني الفلكلوري المجري.

## مهنته كفنان
خلال السنوات من 1950 إلى 1953 رسم كاتس في ملحق «ميشمار لايالاديم» وهو ملحق أسبوعي للأطفال تصدره صحيفة «أل هاميشمار» التابعة لحزب مابام. وفي السنوات من 1953 إلى 1954 التحق بالمدرسة الوطنية العليا للفنون الجميلة في باريس في فرنسا، حيث درس الطباعة الحجرية والطباعة الغائرة والتصوير الجصي والموسيقى، وطاف بلاد غرب أوروبا. وفي عام 1955 انضم لمجلس تحرير صحيفة «أل هاميشمار» كرسام توضيحي ومحرر رسومي.
وفي عام 1958 سافر عبر شرق أفريقيا، وهي رحلة أثرت انطباعاتها على أسلوبه الفني والتقني ودفعته إلى نشر كتاب عام 1962 بعنوان «رحلة إلى بلاد كوش» بالاشتراك مع المؤلف ناثان شاهام.
وفي عام 1976 زار إيران، وأقام معرضا فينا في إيران في نوفمبر التالي ضم أعمالا عن طهران والقدس. وفي عام 1976 زار مصر مع وفد مستقل وحضر مقابلة مع الرئيس المصري أنور السادات. وزار المجر عام 1983 كعضو في وفد من حركة «السلام الآن».
وعرضت أعمال كاتس الفنية بشكل أساسي في إسرائيل وخارجها. وكانت لوحاته بالألوان المائية عن القدس تنتج كبطاقات سياحية. ورسوماته عن محاكمة أدولف أيشمان في القدس عام 1961 يُحتفظ بها في المجموعة الفنية في «ياد فاشيم» وهي النصب التذكاري للهولوكوست في إسرائيل.
رسم وهو جندي من قوات الدفاع الإسرائيلي الجنود في مهمات الحراسة وكذلك في الحرب. واشتهر كاتس بالرسوم التوضيحية لمئات من الكتب وخاصة لدار نشر «سفريات بوعاليم» وهي دار نشر حركة «كيبوتز أرتزي».
واكتشب شعبية من رسوماته الكلاسيكية لأدب الأطفال الإسرائيلي، مثل سلسلة «خاسامبا» للكاتب إيغيال موزينسون و«شقة للإيجار» للشاعر «ليئا غولدبرغ»، والذي تحول رسمة غلافه إلى طابع بريد.
نشر كاتس رسومات وكاريكاتيرات في صحف يومية إسرائيلية مثل «أل هاميشمار» و«معاريف» وملحق الكيبوتز الإسبوعي لصحيفة «يديعوت أحرونوت»، وكذلك في الدورية السويسرية الساخرة «نيبيلشبالتر».

## وفاته
مات كاتس في مستشفى في نهاريا عن عمر 83. وخلف زوجته وابنتيه. وتزوجت ابنته يائيل من السياسي دون خينين.

## جوائز وتكريمات
- 1959 – ميدالية المعرض الدولي لفن الكتب – لايبزج، ألمانيا

- 1961 – الجائزة الأولى للرسم والألوان المائية من بينالة الفنانين الشباب – باريس، فرنسا

- 1974 – جائزة نورداو للفن – تل أبيب، إسرائيل

- 1985 – جائزة ناخوم غوتمان التذكارية من بلدية تل أبيب

- 1997 – الجائزة الدولية للكاريكاتير – بودابست، المجر

- 2006 – جائزة «دوش» التذكارية للكاريكاتير – مركز إيناف، تل أبيب

- 2007 – جائزة «قلم الرصاص الذهبي» الأولى من المتحف الإسرائيلي للكاريكاتير والقصص المصورة، هولون، إسرائيل

## وصلات خارجية
- صورة للرسام أثناء عمله
- لوحات للمدن الإسرائيلية بالالوان المائية
- رسوم توضيحية لمحاكمة أدولف أيشمان في عام 1961 المجموعة الفنية في ياد فاشيم
- رسوم كارتون في صحيفة أل هاميشمار
- رسوم توضيحية لكلاسيكيات أدب الأطفال الإسرائيلي